# Autozam
Autozam (オートザム, Ōtozamu) — марка японського автовиробника «Mazda», які випускались з 1990 по 1994 рік. Марка «Autozam» спеціалізувалась на малих автомобілях та кей-карах; більшисть з яких були моделями Suzuki.
Наприкінці 1980-х років Mazda диверсифікувала на японському ринку запуск трьох нових марок. Компанія створила Autozam, Eunos, та ɛ̃fini, окрім Mazda та Ford які вже продавались там. Також були створені два люксових бренда Xedos та Amati, для продажів в Європі та США. Цей селективний маркетинговий експеримент був завершений в середині 1990-х років внаслідок економічних умов, значною мірою пов'язаних з крахом японської фінансової бульбашки в 1991 році.
Наступні автомобілі продавались під маркою Autozam. Ребеджингові версії, зазначені в дужках.
- 1990—1994   Autozam Carol (на базі Suzuki Alto)
- 1990—1994   Autozam Revue (Mazda 121)
- 1990—1994   Autozam Scrum (Suzuki Carry)
- 1991—1998   Autozam AZ-3 (Mazda MX-3)
- 1992—1993   Autozam Clef (Mazda Cronos)
- 1992—1994   Autozam AZ-1 (розроблена Suzuki; з 1993 випускалася також як Suzuki Cara)
- 1994—2003   Mazda AZ-Wagon (Suzuki Wagon R)
- 1998—2003   Mazda AZ-Offroad (Suzuki Jimny)

|               |
| Autozam Carol |

|               |
| Autozam Revue |

|              |
| Autozam Clef |

|              |
| Autozam AZ-3 |

|              |
| Autozam AZ-1 |

|               |
| Autozam Scrum |

|               |
| Autozam Scrum |

|          |
| AZ-Wagon |

|            |
| AZ-Offroad |